# Rozsika Parker
Pour les articles homonymes, voir Parker.
Rozsika Parker, née le 27 décembre 1945 à Londres et morte le 5 novembre 2010 dans la même ville, est une historienne de l'art, écrivain, psychothérapeute et féministe britannique.

## Biographie
Mary Rosie Parker, née Lane, naît à Londres, fille de George Lane, agent de change et de Miriam Louisa Rothschild, entomologiste. Elle passe ses premières années à Oxford, où elle étudie à Wychwood School.
De 1966 à 1969, elle étudie l'histoire de l'art européen à l'Institut Courtauld de Londres, où elle obtient un diplôme. En 1972, elle rejoint l'équipe de rédaction du magazine féministe Spare Rib. Plus tard, elle cofonde avec Griselda Pollock le groupe féministe The Feminist Art History Collective.
Dans les années 1980, elle a deux enfants avec le psychanalyste jungien Andrew Samuels (en).  
Rozsika Parker meurt d'un cancer du pancréas en 2010 à l'âge de 64 ans, à Londres.

## Hommages
En 2013, le Rozsika Parker Essay Prize est fondé par le British Journal of Psychotherapy.

## Publications
- (en) Old Mistresses: Women, Art and Ideology, avec Griselda Pollock, 1981
- (en) The Subversive Stitch: Embroidery and the Making of the Feminine, 1984
- (en) Framing Feminism: Art and the Women's Movement 1970-1985, 1987
- (en) The Subversive Stitch: Embroidery and the Making of the Feminine, 1989
- (en) Torn in Two: Experience of Maternal Ambivalence, 1995
- (en) Mother Love, Mother Hate: The Power of Maternal Ambivalence, 1996
- (en) The Anxious Gardener (2006)